# Snelling (Kalifornija)
Snelling je naseljeno područje za statističke svrhe u američkoj saveznoj državi Kalifornija. Prema popisu stanovništva iz 2010. u njemu je živjelo 231 stanovnika.